# Kazincbarcikai SC
Kazincbarcikai SC – węgierski klub piłkarski mający swoją siedzibę w Kazincbarcika. Występuje w Nemzeti Bajnokság I, najwyższym szczeblu piłkarskim na Węgrzech.

## Historia
Na początku lat pięćdziesiątych w Kazincbarcika działało dużo klubów i towarzystw sportowych. By uniknąć ciągłej rywalizacji, miasto zdecydowało się utworzyć jeden klub pod nazwą Kazincbarcikai Munkás Testedző Kör (KMTK). Miało to miejsce 26 czerwca 1957. Przystąpił on do rozgrywek Nemzeti Bajnokság III, skąd po czasie awansowali do Nemzeti Bajnokság II. Klub po 12 latach funkcjonowania zmienił nazwę na Kazincbarcikai Vegyész Sportegyesület (KVSE). W sezonie 1981/1982 zajęli pierwsze miejsce w grupie wschodniej i rozegrali baraż o Nemzeti Bajnokság I. W pierwszym meczu z MTK Budapest FC u siebie przegrali 0:2, wygrywając w rewanżu na wyjeździe tylko 1:0, przez co nie udało im się awansować do węgierskiej ekstraklasy. Podobna sytuacja miała miejsce po sezonie 1989/1990, kiedy to przegrali 2:3 w dwumeczu z Budapest Honvéd FC. W 1991 dotarli do półfinału Pucharu Węgier, gdzie przegrali 0:1 w dwumeczu z Vác FC 1899. W 1993 klub podzielił się na dwa inne: Városi SE i Kazincbarcikai SC. W sezonie 2000/2001 borykając się z problemami finansowymi spadli z Nemzeti Bajnokság II zdobywając 3 punkty w 14 meczach, wrócili do niej jednak po pół roku. W sezonie 2012/2013 ponownie spadli z Nemzeti Bajnokság II. W sezonie 2016/2017 awansowali do niej.

## Historia nazw klubu
- 1957–1969: Kazincbarcikai Munkás Testedző Kör (KMTK)
- 1969–1993: Kazincbarcikai Vegyész Sportegyesület (KVSE)
- 1993– : Kazincbarcikai SC

## Stadion
Kazincbarcikai SC rozgrywa swoje mecze na Kolorcity Aréna (8000 miejsc).

## Skład
Stan na 13 sierpnia 2024
| Nr | Poz. | Piłkarz                                         |
| -- | ---- | ----------------------------------------------- |
| 1  | BR   | Tamás Fadgyas                                   |
| 3  | OB   | Benjámin Bacsa (wypożyczony z Diósgyőri VTK II) |
| 4  | PO   | Ádám Szamosi                                    |
| 5  | OB   | Ákos Debreceni (wypożyczony z Paksi FC)         |
| 6  | OB   | Valter Heil (kapitan)                           |
| 7  | PO   | Ferenc Ádám                                     |
| 9  | NA   | Patrick Gânțe                                   |
| 10 | PO   | Bálint Kártik                                   |
| 11 | NA   | Kristóf Herjeczki                               |
| 13 | OB   | Kristóf Polgár                                  |
| 14 | PO   | Gergő Csatári (wypożyczony z Diósgyőri VTK)     |
| 15 | PO   | Lucas                                           |
| 16 | OB   | Attila Süttő                                    |

| Nr | Poz. | Piłkarz                                          |
| -- | ---- | ------------------------------------------------ |
| 18 | OB   | Patrik Ternován                                  |
| 19 | NA   | Bence Pethő                                      |
| 22 | BR   | Bogdán Bánhegyi (wypożyczony z Diósgyőri VTK)    |
| 23 | NA   | Ádám Pintér                                      |
| 27 | PO   | Ádám Bódi                                        |
| 28 | PO   | Ádám Fejes                                       |
| 33 | PO   | József Varga                                     |
| 44 | OB   | Attila Szujó                                     |
| 52 | BR   | Mátyás Király                                    |
| 63 | NA   | István Katona                                    |
| 70 | OB   | Milán Demeter (wypożyczony z Diósgyőri VTK)      |
| 76 | NA   | Levente Balázsi (wypożyczony z Diósgyőri VTK II) |
| 77 | NA   | Máté Szabó                                       |